# یو سی پارتی
یو سی پارتی (به انگلیسی: You Say Party) یک گروه موسیقی اهل کانادا در سبک دنس-پانک است. اولین آلبوم آنها پایکوبی کن! در سپتامبر ۲۰۰۵ منتشر شد و این گروه قبل از تور انگلستان و آلمان دومین تور کانادایی خود را با حضور در جنوب در جنوب غربی و یک تور از ایالات متحده آمریکا به اتمام رساندند. دومین آلبوم آنها تمامِ زمان را از دست بده در ۲۰ مارس ۲۰۰۷ در کانادا، و در ۱۸ اوت ۲۰۰۷ در ایالات متحده آمریکا (در کمپانیِ پیپر بگ) منتشر شد، در انگلستان در ۱۸ ژوئن ۲۰۰۷، در کمپانی فایرس پاندا، و در آلمان، اتریش و سوئیس در تاریخ ۱۷ اوت ۲۰۰۷، در PIAS منتشر شد. سومین آلبوم آنها XXXX در ۲۹ سپتامبر ۲۰۰۹، در کانادا، ۹ فوریه ۲۰۱۰، در ایالات متحده و ۱۷ مه ۲۰۱۰ در انگلستان منتشر شد. چهارمین آلبوم یو سی پارتی، در ۱۲ فوریه ۲۰۱۶ منتشر شد.

## تاریخچه
گروه در ابتدا با نام یو سی پارتی! وی سی دای! (به انگلیسی: You Say Party! We Say Die!) توسط استفان اُشی، بِکی نینکوویک و کریستا لُئِوِن در نوامبر سال ۲۰۰۳ تشکیل شد. این بند، توسط یک گروه دوچرخه سوار خیابانی به اسم چرخ‌های دودزا متولد شد.
گروه یو سی پارتی، اولین اجرای خود را در اپریل سال ۲۰۰۴ انجام دادند، و به دلیل اینکه «هر سازی را در هرجا و هرزمانی می‌نواختند» توجه زیادی را به خود جلب کردند.